# Марк Стерлінг
Марк Сигизмундович Стерлінг (1895, Прилуки, Чернігівська губернія,  Російська імперія — 1976, Париж, Франція) — французький живописець українського походження.

## Біографія
Марк Стерлінг 1895 року народився в багатодітній єврейській родині в українському містечку Прилуки.
Вчився живопису в Одесі, а потім у Москві у Вищих художньо-технічних майстернях (Вхутемайсі). У 1921–1922 роках він перебував у Берліні, де познайомився зі своєю майбутньою дружиною і де пройшла його перша виставка. У 1923 році він оселився в Парижі і увійшов до складу інтернаціонального кола художників, яку назвуть «Ecole de Paris» — Паризькою Школою. Він відвідує кафе і майстерні в районі Монпарнаса на півдні Парижа, зокрема знаменитий «Вулик» — «La Ruche». Там він зустрівся з товаришами: Жаком Шапіро, Осипом Любичем, Лазарем Воловиком, Мішелем Кикоїним, Пінхусом Кременем.
Під час Другої світової війни Стерлінгу з сім'єю (в нього дві дочки) вдалося уникнути нацистських переслідувань, ховаючись у друзів. Після закінченні війни, він поступово повернувся до нормального життя та роботи. Будучи вдівцем з 1941 року, Стерлінг одружується знову з молодою скульпторкою з Швейцарії — ученицею Осипа Цадкіна. Він жив між Парижем та Швейцарією, багато подорожував, регулярно виставлявся в галереях і салонах. Він продовжував працювати до своєї смерті в 1976 році.

## Творчість
Творчість Марка Стерлінга відрізняється великою різноманітністю, він не обмежувався однією манерою, постійно змінюючись і експериментуючи. Він працював у різних техніках: олія, гуаш, малюнок, туш, гравюра. У творчості Стерлінга можна розрізнити кілька етапів розвитку: під час навчання у Вхутемайсі, під впливом свого вчителя Володимира Татліна, Стерлінг близький до конструктивізму. У перші роки в Парижі, спілкуючись з такими художниками, як Пабло Пікассо, Хуан Гріс, Жорж Брак, Метцингер, він працював у стилі синтетичного кубізму. Протягом 1930-х років, стиль Стерлінга стає більш пластичним і ліричним — букети квітів, клітки з птахами, портрети дочок, виконані в онирічно-реалістичній манері. Повоєнні твори несуть на собі печать трагедії — це темні кошмарні бачення. З початку 1950-х років з'являються нові кольори і нові сюжети повні спокою і ніжності — оголені, портрети. В останній період 1960-1970-ті роки, з'являється все більше свободи у фарбах, а також в сюжетах: фантастичні істоти, казкові тварини, уявні пейзажі, що купаються в особливій поетичній атмосфері.

## Музеї та колекції
- Національний Музей Сучасного Мистецтва, Центр Помпіду, Париж (Musée National d'art Moderne — Centre Pompidou) https://web.archive.org/web/20120114010042/http://www.centrepompidou.fr/ (фр.) (англ.) (ісп.)
- Муніципальний Фонд Сучасного Мистецтва Парижу (Fond Municipal d'art Contemporain de la Ville de Paris)
- Музей Тель-Авіва
- Національна Бібліотека Франції (Bibliothèque Nationale de France)
- Численні приватні зібрання Франції, Великої Британії, США, Росії, Нідерландів, Швеції, Ізраїлю і т. д.